# Neama Said
Pour les articles homonymes, voir Said.
Neama Said Fahmi Said (en arabe : نعمه سعيد فهمي سعيد), née le 15 novembre 2002, est une haltérophile égyptienne. 

## Carrière
En 2018, elle remporte la médaille d'argent dans la catégorie des moins de 58 kg aux Jeux olympiques de la jeunesse d'été à Buenos Aires ainsi que la médaille d'or dans la catégorie des moins de 63 kg aux Jeux africains de la jeunesse à Alger.
En 2019, aux Championnats du monde juniors à Las Vegas, aux États-Unis, elle obtient la médaille d'or dans la catégorie des moins de 59 kg . Aux Championnats d'Afrique d'haltérophilie 2019 au Caire, elle est médaillée d'argent en moins de 64 kg, établissant de nouveaux records africains juniors à l'arraché, à l'épaulé-jeté et au total. Cette année-là, elle représente également l'Égypte aux Jeux africains de Rabat, où elle est médaillée d'argent à l'épaulé-jeté et médaillée de bronze à l'arraché et au total en moins de 64 kg .
Aux Championnats du monde d'haltérophilie 2021 à Tachkent, elle est médaillée d'or au total et à l'arraché ainsi que médaillée d'argent à l'épaulé-jeté dans la catégorie des moins de 64 kg.
Elle est médaillée d'or à l'épaulé-jeté et à l'arraché en moins de 71 kg aux Jeux méditerranéens de 2022 à Oran.
Elle est médaillée d'or à l'arraché, à l'épaulé-jeté et au total  dans la catégorie des moins de 71 kg aux championnats d'Afrique 2022 au Caire ainsi qu'aux championnats d'Afrique 2023 à Tunis, ainsi que dans la catégorie des moins de 76 kg aux championnats d'Afrique 2024 à Ismaïlia.
Elle sera classée 9ème (sur 12 concurrentes) au Jeux Olympiques d'été de Paris 2024, dans la catégorie des moins de 71 Kg.